# Pilot (Twin Peaks)
Episodul pilot, cunoscut și sub numele de „Northwest Passage”, al serialului de televiziune Twin Peaks a avut premiera pe ABC Network pe 8 aprilie 1990. Regizat de David Lynch, acesta a fost realizat în baza unui scenariu redactat de Mark Frost⁠(d) și Lynch. Episodul urmărește activitatea personajelor Dale Cooper și Harry S. Truman, care investighează uciderea unei populare liceene pe nume Laura Palmer; Cooper este convins că această crimă are legătură cu un alt caz petrecut cu un an în urmă. Episodul prezintă mai multe arcuri narative și marchează apariția a numeroase personaje secundare. Episodul a primit un rating ridicat în cadrul sistemului Nielsen în comparație cu celelalte episoade din sezonul 1, fiind lăudat atât de fani, cât și de critici. Titlul original al serialului a fost Northwest Passage, dar acesta a fost schimbat în cele din urmă.

## Intriga
Micul oraș din nord-vestul Twin Peaks, Washington, este zdruncinat de descoperirea cadavrului învelit în folie de plastic al liceenei Laurei Palmer pe malul unui râu. Agentul special FBI Dale Cooper (Kyle MacLachlan) este însărcinat cu investigația cazului când Ronnette Pulaski, care urma cursurile aceluiași liceu ca Palmer, este găsită rătăcind pe un pod cu puțin timp înainte de a intra în comă. Cooper consideră că există o legătură între moartea lui Palmer și moartea unei alte fete pe nume Teresa Banks, caz întâmplat cu un an mai devreme. În timp ce cercetează cadavrul, agentul descoperă o mică bucată de hârtie cu litera „R” introdusă sub unghia Laurei. Acesta îi spune șerifului Harry S. Truman (Michael Ontkean) că sub unghia lui Banks a găsit o hârtie cu litera „T”. Între timp, familia și prietenii lui Palmer încearcă să se împace cu ideea că tânăra nu mai trăiește.
Convins că ucigașul Laurei este același cu cel implicat în cazul din anul precedent, Cooper inițiază o investigație oficială. În același timp, tânăra rebelă Audrey Horne (Sherilyn Fenn) distruge afacerea tatălui ei Benjamin Horne (Richard Beymer); șeriful Truman îl arestează pe iubitul lui Palmer, Bobby Briggs (Dana Ashbrook⁠(d)), care se întâlnește în secret cu o chelneriță căsătorită pe nume Shelly; cea mai bună prietenă a lui Palmer, Donna Hayward (Lara Flynn Boyle), și iubitul secret al lui Palmer, James Hurley (James Marshall⁠(d)), se îndrăgostesc, iar mama Laurei este bântuită de o halucinație.
Episodul are două finaluri distincte în funcție de versiunea episodului. Versiunea americană se încheie cu evenimentele prezentate mai sus, în ultima scenă fiind coșmarul lui Sarah Palmer: o mână care îndepărtează niște pământ și ridică jumătate din colierul lui James, partea care îi aparținea Laurei.
Versiunea internațională este cu 20 de minute mai lungă, fiind realizată astfel cu scopul de a fi lansată sub forma unui film de televiziune în cazul în care proiectul nu este preluat pentru difuzare de rețelele de televiziune. Conține scene din episodul 1 - în care Sarah conștientizează că un bărbat se ascundea în camera Laurei în momentul în care a cercetat-o cu o zi înainte și sfârșitul episodului 2, când Cooper îi întâlnește în vis pe Laura și un bărbat misterios care îi vorbește cu o voce incoerentă. De asemenea, se dezvăluie cine sunt ucigașii Laurei.

## Prezentări
Pilotul a fost prezentat pentru prima dată în septembrie 1989 la Festivalul de Film Telluride. În aceeași lună, revista Connoisseur publica un articol în care Twin Peaks era descris drept „serialul care va schimba televiziunea pentru totdeauna”. După vizionarea episodului, Tom Shales⁠(d) de la Washington Post menționa că: „Twin Peaks nu este o simplă vizită într-un alt oraș; este o vizită pe o altă planetă. Poate că va rămâne în istorie drept un experiment scurt și curajos. Despre foarte puțin seriale de televiziune din viitorul apropiat sau imediat se poate spune însă următorul lucru: pe acesta trebuie să-l vedeți”.